# Bisdom Chascomús

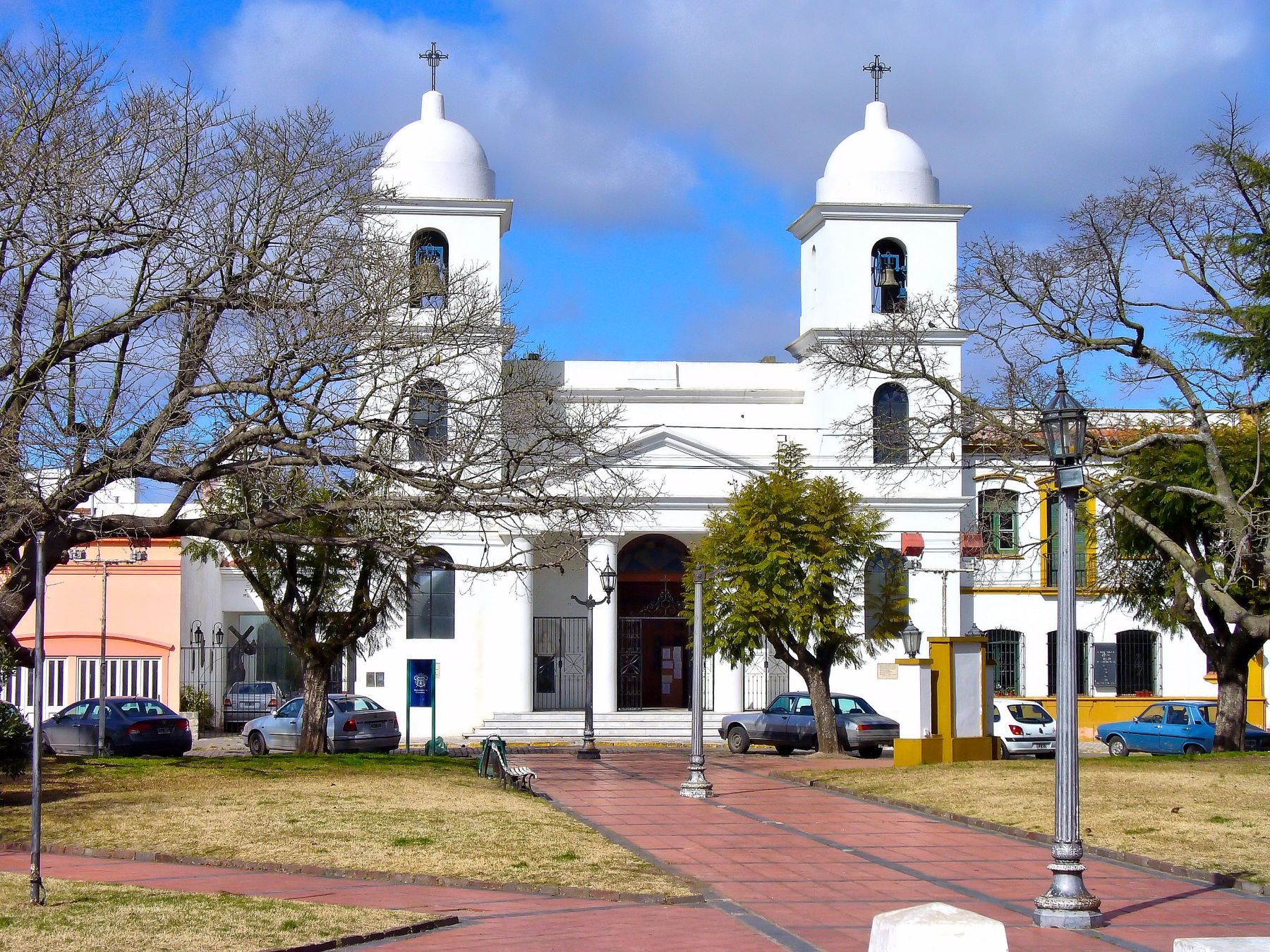
De kathedraal Nuestra Señora de la Merced in Chascomús

Het bisdom Chascomús (Latijn: Dioecesis Chascomusensis) is een rooms-katholiek bisdom met als zetel Chascomús in Argentinië. Het bisdom is suffragaan aan het aartsbisdom La Plata. Het bisdom werd opgericht in 1980.
In 2021 telde het bisdom 27 parochies. Het bisdom heeft een oppervlakte van 27.115 km2 en telde in 2021 400.000 inwoners waarvan 88% rooms-katholiek waren. 

## Bisschoppen
- Rodolfo Bufano (1980-1982)
- José María Montes (1983-1996)
- Juan Carlos Maccarone (1996-1999)
- Carlos Humberto Malfa (2000-)

La Plata (aartsbisdom) · Azul · Chascomús · Mar del Plata